# Gutenbergova bible

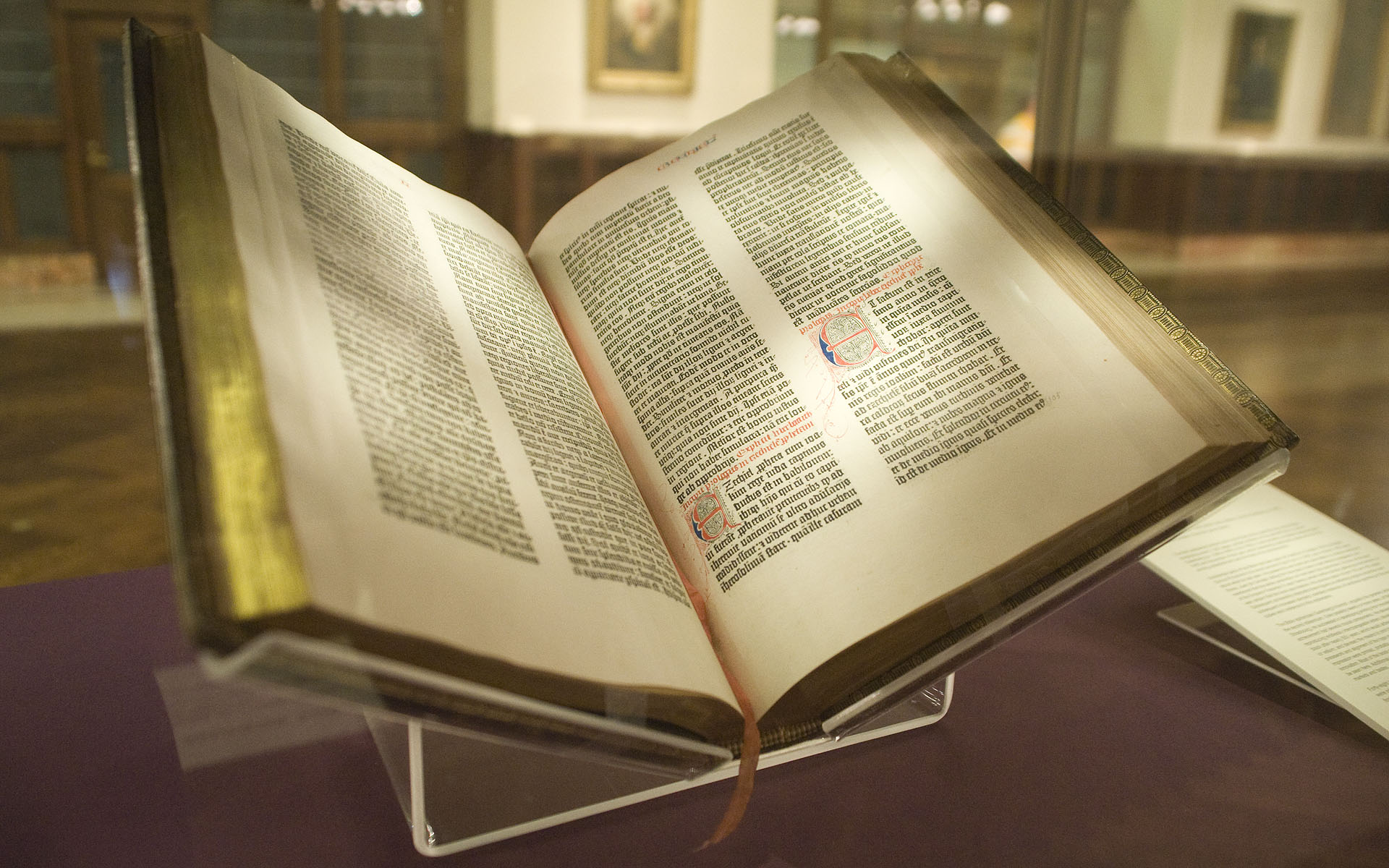
Kopie Gutenbergovy bible v newyorské knihovně

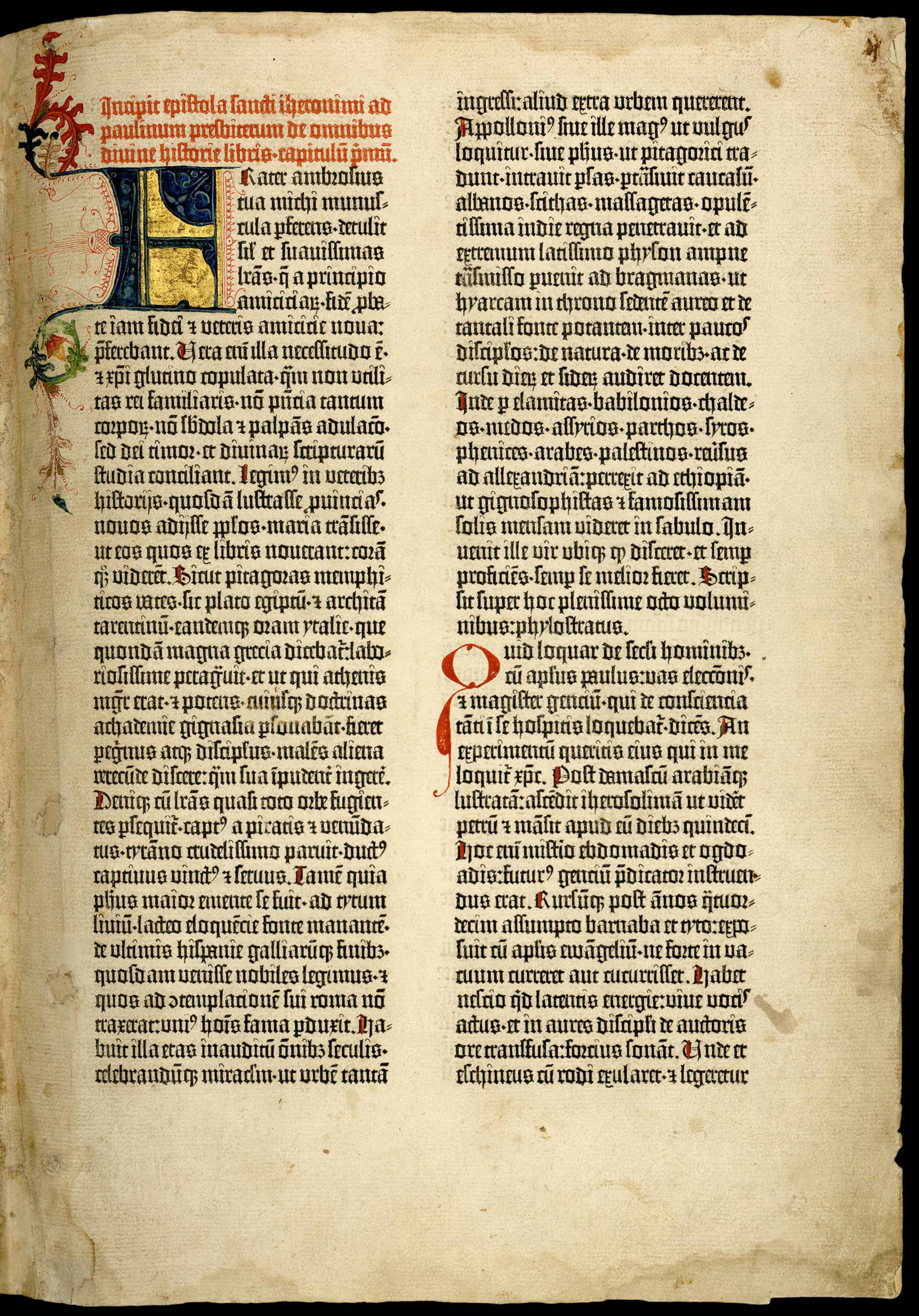
První strana Guttenbergovy bible s předmluvou sv. Jeronýma

Gutenbergova bible byla první vytištěnou knihou, jež byla vydána v Mohuči v letech 1454–1455. Jejími vydavateli byli Johann Gutenberg, Johann Fust a Petr Schöffer. Tisk bible začal na začátku padesátých let 15. stol., pravděpodobně v roce 1452.
Jedná se o jednu z prvních knih, které byly vytištěny pomocí knihtiskařského stroje. Dnes je známo celkem 51 jejích kopií, z nichž 12 bylo vytištěno na pergamen a 39 na papír. 20 kopií se dochovalo ve výborném stavu. Jednalo se o takzvaný prvotisk, inkunábuli.  Až na výjimky má každá stránka 42 řádků. Kniha byla vytištěna latinsky, její předlohou byl rukopis Vulgáty.
Tzv. 42řádková bible o 1282 stranách byla vytištěna v nákladu 180 exemplářů, z toho 30 luxusnějších na pergamenu, ostatní na papíru. Ač jde o první velké dílo knihtisku, je technicky dokonalé, s harmonickou sazbou, zarovnanými pravými okraji sloupců a stejnoměrně sytou černí tisku.
V Britské knihovně se nachází ve dvou exemplářích, jednom na papíru a jednom na pergamenu. Jiná kopie se nachází například v americké Knihovně Kongresu.
Až do počátku 19. století byl jeden z dochovaných exemplářů na pergamenu součástí empírové knihovny v Nostickém paláci na Malé Straně, kde dnes sídlí Ministerstvo kultury ČR. Za nejasných okolností se tehdy ztratil a dnes jej drží Huntington Library v kalifornském San Marinu, kterou založil železniční magnát a sběratel Henry E. Huntington. Jediným známým Gutenbergovým tiskem chovaným na českém území byl do roku 2005 (kdy byly nalezeny tištěné formuláře odpustkových listů) jeden list z Gutenbergovy Bible, který získala dnešní Národní knihovna po 2. světové válce (sign. 39 B 54).